# Ryan Bowen
Ryan Cleo Bowen (nacido el 20 de noviembre de 1975 en Fort Madison, Iowa) es un exjugador y entrenador de baloncesto estadounidense que jugó 10 temporadas en la NBA. Con 2,06 metros de estatura, jugaba en la posición de ala-pívot. Actualmente es entrenador asistente de los Denver Nuggets.

## Trayectoria deportiva

### Universidad
Jugó durante cuatro temporadas con los Hawkeyes de la Universidad de Iowa, donde consiguió colocarse entre los 10 máximos taponadores y reboteadores de la historia de su universidad, y el mejor ladrón de balones, récord que mantiene en la actualidad, con 1,7 robos por partido. En el total de su carrera promedió 9,1 puntos y 6,7 rebotes por partido.

### Profesional
Fue elegido en el puesto 55 de la segunda ronda del Draft de la NBA de 1998 por Denver Nuggets, pero antes de incorporarse al equipo jugó una temporada en el Oyak Renault de la liga turca. Debutó en la NBA en la temporada 1999-00, promediando 2,5 puntos y 2,2 rebotes. Jugó durante 5 temporadas con los Nuggets, para ser traspasado a Houston Rockets en 2004. Allí pasó dos temporadas jugando apenas 10 minutos por partido. Poco antes de comenzar la temporada 2006-07 fue cortado, yéndose a jugar a la Liga ACB, al TAU Cerámica, con un contrato de dos meses. No fue renovado, y fichó por el Ironi Naharia de la liga de Israel, donde en mayo de 2007 fue de nuevo despedido.
Poco antes de comenzar la temporada 2007-08, firmó como agente libre por New Orleans Hornets, regresando a la NBA.

### Entrenador
Desde el año 2011 es entrenador asistente en la NBA.

## Estadísticas de su carrera en la NBA

### Temporada regular
| Año     | Equipo        | PJ  | PT | MPP  | %TC   | %3P  | %TL   | RPP | APP | ROB | TPP | PPP |
| ------- | ------------- | --- | -- | ---- | ----- | ---- | ----- | --- | --- | --- | --- | --- |
| 1999–00 | Denver        | 52  | 0  | 11.3 | .393  | .111 | .717  | 2.2 | .4  | .8  | .2  | 2.5 |
| 2000–01 | Denver        | 57  | 0  | 12.2 | .556  | .364 | .614  | 2.0 | .5  | .6  | .2  | 3.4 |
| 2001–02 | Denver        | 75  | 21 | 22.5 | .479  | .083 | .750  | 4.0 | .7  | 1.0 | .6  | 4.9 |
| 2002–03 | Denver        | 62  | 31 | 16.1 | .492  | .286 | .659  | 2.5 | .9  | 1.0 | .5  | 3.6 |
| 2003–04 | Denver        | 52  | 1  | 7.5  | .340  | .000 | .833  | 1.7 | .3  | .3  | .3  | .9  |
| 2004–05 | Houston       | 66  | 6  | 9.2  | .423  | .500 | .667  | 1.2 | .3  | .3  | .1  | 1.7 |
| 2005–06 | Houston       | 68  | 19 | 9.6  | .298  | .136 | .786  | 1.3 | .4  | .3  | .1  | 1.3 |
| 2007–08 | New Orleans   | 53  | 4  | 12.5 | .490  | .000 | .552  | 1.9 | .5  | .6  | .2  | 2.2 |
| 2008–09 | New Orleans   | 21  | 3  | 10.4 | .579  | .000 | .600  | 1.1 | .4  | .7  | .2  | 2.2 |
| 2009–10 | Oklahoma City | 1   | 0  | 8.0  | 1.000 | .000 | 1.000 | 2.0 | .0  | 1.0 | .0  | 4.0 |
| Total   |               | 507 | 85 | 12.8 | .456  | .206 | .693  | 2.1 | .5  | .6  | .3  | 2.6 |

### Playoffs
| Año     | Equipo      | PJ | PT | MPP  | %TC   | %3P  | %TL   | RPP | APP | ROB | TPP | PPP |
| ------- | ----------- | -- | -- | ---- | ----- | ---- | ----- | --- | --- | --- | --- | --- |
| 2003–04 | Denver      | 4  | 0  | 1.5  | 1.000 | .000 | .000  | .0  | .0  | .0  | .0  | .5  |
| 2004–05 | Houston     | 7  | 3  | 17.9 | .320  | .000 | .667  | 2.0 | .9  | .9  | .0  | 2.6 |
| 2007–08 | New Orleans | 9  | 0  | 4.3  | .167  | .000 | 1.000 | 1.6 | .2  | .1  | .0  | .4  |
| 2008–09 | New Orleans | 1  | 0  | 2.0  | .000  | .000 | .000  | .0  | .0  | .0  | .0  | .0  |
| Total   |             | 21 | 3  | 8.2  | .303  | .000 | .800  | 1.3 | .4  | .3  | .0  | 1.1 |